# Lait de brebis

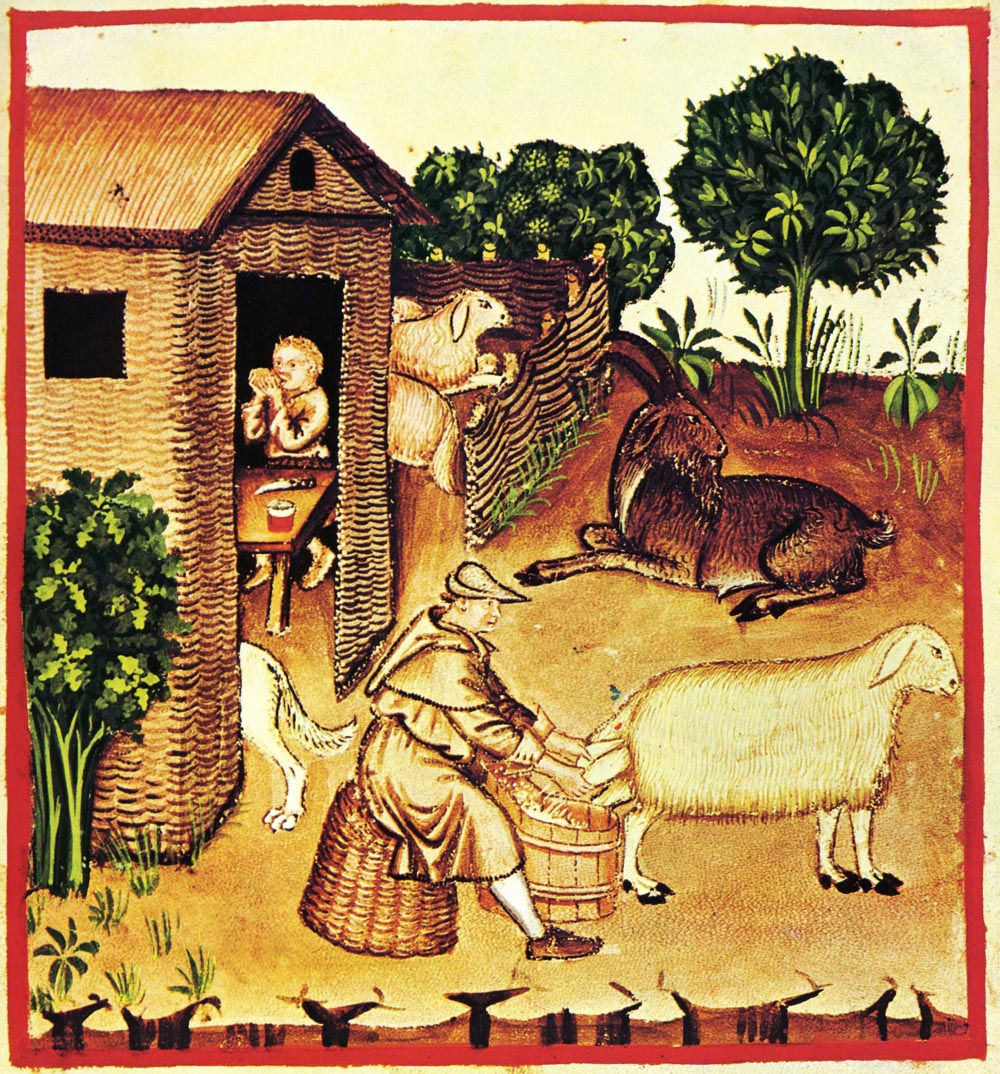
Miniature du XIVe siècle montrant la traite d'une brebis.

Le lait de brebis est le lait produit par la brebis pour alimenter son agneau. 
Utilisé dans l'alimentation humaine, il entre notamment dans la composition de nombreux fromages tels que la feta (Grèce), la ricotta (Italie) et le roquefort (France) mais il peut être consommé en tant que lait de boisson ou dans d'autres préparation (par exemple : confiture de lait de brebis).

## Historique
Les moutons ont été parmi les premiers animaux à être domestiqués par l'homme ; des sources fournissent une domestication datant d'entre neuf et onze mille ans en Mésopotamie,.
Bien que du lait de brebis ait été consommé directement dans l'antiquité, il est aujourd'hui utilisé principalement pour la fabrication de fromages et de yogourts. Les brebis ont seulement deux mamelles et produisent un bien plus petit volume de lait que les vaches. Cependant, comme le lait de brebis contient beaucoup plus de matières grasses (75 grammes au litre contre 35) et autant d'autres matières sèches que le lait de vache, il est plus intéressant pour la fabrication de fromage. Il résiste bien à la contamination au cours du refroidissement en raison de sa teneur en calcium beaucoup plus élevée. Les fromages au lait de brebis les plus connus sont la feta en Grèce, le Roquefort en France, le Manchego en Espagne, le Pecorino romano et la Ricotta en Italie. Certains yaourts, en particulier certaines formes de yogourts égouttés, sont faits avec du lait de brebis. Beaucoup de ces produits sont maintenant fabriqués à partir de lait de vache, en particulier lorsqu'ils sont produits en dehors de leur pays d'origine. Le lait de brebis contient 4,8 % de lactose qui le contre-indique chez les sujets intolérants à ce sucre. 

## Valeurs nutritionnelles

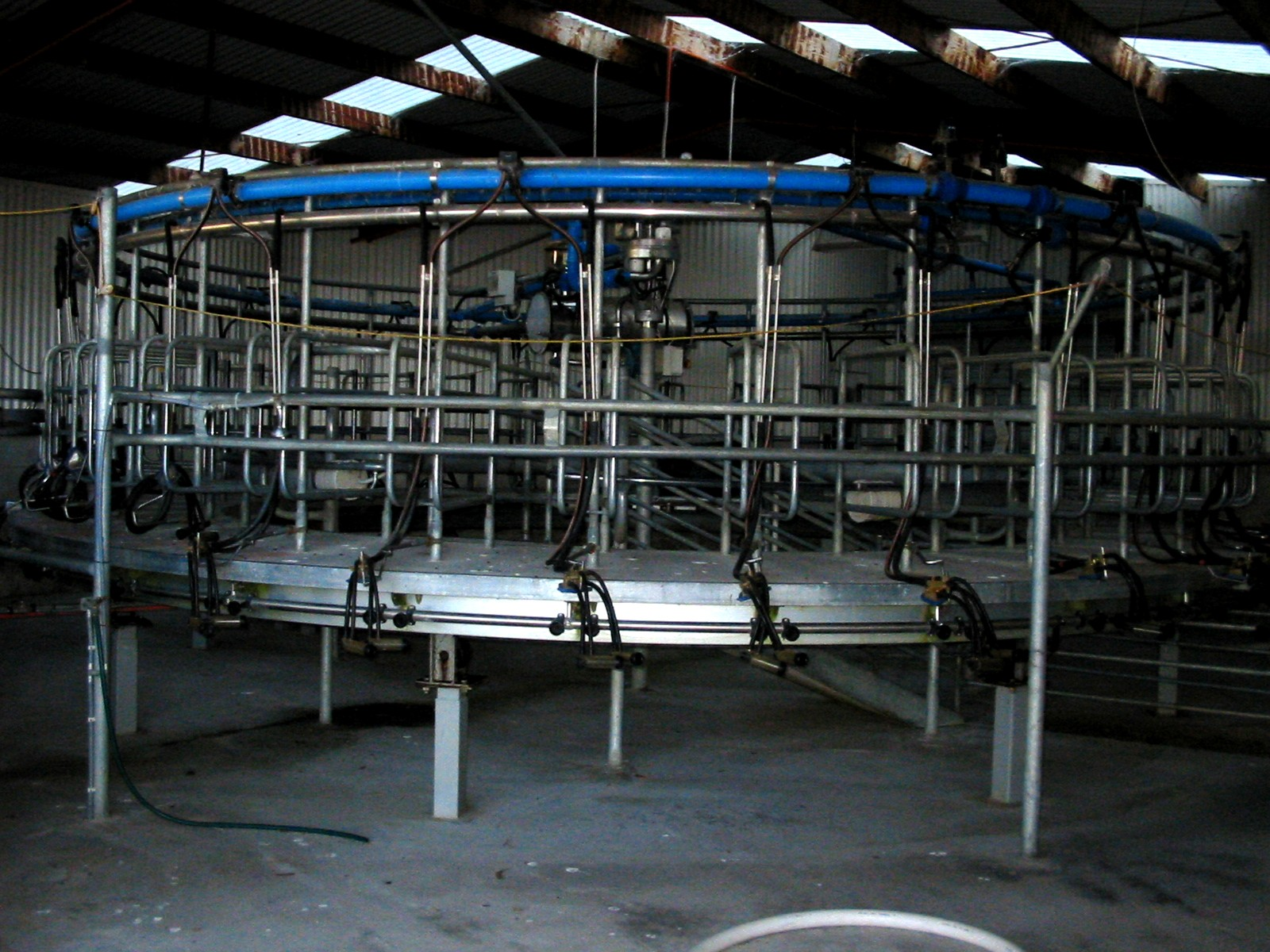
Trayeuse mécanique, Nouvelle-Zélande, 2006.

Valeurs nutritionnelles aux 100 grammes comparée aux autres principaux laits d'animaux,.
| Élément          | unité     | Lait de vache | Lait de chèvre | Lait de bufflonne | Lait de brebis |
| ---------------- | --------- | ------------- | -------------- | ----------------- | -------------- |
| Eau              | g         | 87.8          | 88.9           | 81.1              | 83.0           |
| Protéines        | g         | 3.2           | 3.1            | 4.5               | 5.4            |
| Lipides          | g         | 3.9           | 3.5            | 8.0               | 7.0            |
| Glucides         | g         | 4.8           | 4.4            | 4.9               | 5.1            |
| Énergie          | kcal / kJ | 66 / 275      | 60 / 253       | 110 / 463         | 95 / 396       |
| Sucres (Lactose) | g         | 4.8           | 4.4            | 5.1               | 4.9            |
| Saturated        | g         | 2.4           | 2.3            | 4.2               | 3.8            |
| Mono-unsaturated | g         | 1.1           | 0.8            | 1.7               | 1.5            |
| Polyunsaturated  | g         | 0.1           | 0.1            | 0.2               | 0.3            |
| Cholestérol      | mg        | 14            | 10             | 8                 | 11             |
| Calcium          | IU        | 120           | 100            | 195               | 170            |
| Acides gras      |           |               |                |                   |                |

## Races communes de brebis à lait
Tout comme il existe des vaches à viandes et des vaches à lait, il existe des brebis à viandes et des brebis à lait.
Les plus courantes des brebis à lait sont :
- Mouton de Frise orientale (Allemagne, États-Unis) ;
- Sarde (Italie) ;
- Lacaune laitière (France, États-Unis) ;
- Britannique laitière (en) (Royaume-Uni) ;
- Chios (en) (Grèce) ;
- Awassi (en) et Assaf (en) (Liban)[9]